# Stomphastis mixograpta
Stomphastis mixograpta är en fjärilsart som beskrevs av Lajos Vári 1961. Stomphastis mixograpta ingår i släktet Stomphastis och familjen styltmalar. Inga underarter finns listade i Catalogue of Life.